# هابی لابی
هابی لابی (انگلیسی: Hobby Lobby) شرکت خرده‌فروشی آمریکایی است، که در سال ۱۹۷۲ توسط دیوید گرین تأسیس شد و هم‌اکنون مالک شبکه‌ای از ۹۳۲ شعبه می‌باشد.